# Institut français de Pologne
Ne doit pas être confondu avec Alliance française en Pologne.
L'Institut français de Pologne (en polonais : Instytut Francuski w Polsce) a été créé une première fois en 1948 par regroupement de l'Institut français de Varsovie (fondé en 1924), l'Institut français de Cracovie (ouvert en 1946) et des antennes virtuelles à Łódź, Poznań, Szczecin, Gdańsk, Lublin, Gliwice et Katowice.
La Guerre froide a tué dans l’œuf cette initiative, ces établissements restant inactifs pendant plus de 15 ans après l'expulsion des personnels français expatriés, accusés d'espionnage et d'activités contraires aux intérêts de la Pologne populaire. Seuls les deux instituts d'origine renaissent à la fin des années 1960, d'abord en tant que salles de lecture françaises, appuyés dans les années 1970 par le nouveau réseau de l'Alliance française en Pologne, avant de reprendre leur dénomination d'origine.
À la suite de l'adoption le 12 juillet 2010 de la loi relative à l'action extérieure de l'État, créant notamment l'Institut français comme opérateur central du ministère des Affaires étrangères pour l’action culturelle extérieure de la France, le MAE décide de renforcer la visibilité de son réseau, d'adopter une dénomination unifiée et de fusionner les différents établissements existant dans chaque pays en y intégrant l’essentiel des services de coopération et d'action culturelle des ambassades.
Cela se traduit en Pologne par la création le 1er janvier 2012 de l’Institut français de Pologne, qui dispose d'un siège à Varsovie - issu du rapprochement de l'Institut français de Varsovie et du service de coopération et d'action culturelle de l'Ambassade de France - et d'une antenne à Cracovie. 
La perspective un temps envisagée d'autres antennes à Wrocław, Katowice et Gdańsk, où étaient déjà détachés des agents de coopération rémunérés par le ministère des Affaires étrangères, a été abandonnée au profit d'un soutien à la professionnalisation de l'Alliance française dans ces villes.